# Burj al-Maksur
Burj al-Maksur (tiếng Ả Rập: برج المكسور) là một ngôi làng ở phía bắc Syria nằm về phía tây bắc của Homs ở tỉnh Homs. Theo Cục Thống kê Trung ương Syria, Burj al-Maksur có dân số 1.579 người trong cuộc điều tra dân số năm 2004. Cư dân của nó chủ yếu là Alawites.